# Попроси у облаков
«Попроси у облаков» — дебютный студийный альбом российской певицы Полины Гагариной. Релиз альбома состоялся 12 июля 2007 года.

## Реакция критики
Алексей Мажаев из InterMedia дал альбому оценку в три балла из пяти. Автор писал, что «Попроси у облаков» оказался очередным усреднённым альбомом, которые не определяют тенденции, а вписываются в имеющиеся. Критик выделял песни «Я тебя не прощу никогда» и «Morning», как лучшие на диске. Виталий Шрамков из русского Billboard писал, что песни по отдельности показались ему интересными, качественными и необычными, но единый альбом из них сложить не получилось. «Единственное, что их объединяет и выгодно отличает от остальных поппесен, — эмоциональная подача, интересные тексты и этно-интонации», — писал критик. Константин Кудряшов из TopPop.ru дал пластинке положительную оценку и посчитал, что лучшими песнями на диске стали те, в которых певица экспериментировала с фолк-музыкой («Я твоя» и «Ты мой») и писал, что Гагарина, с оговорками, могла, на тот момент, претендовать на титул «Русской Бьорк».

## Список композиций
| №   | Название                  | Автор(ы)           | Длительность |
| --- | ------------------------- | ------------------ | ------------ |
| 1.  | «Я твоя»                  | Полина Гагарина    | 2:50         |
| 2.  | «Ветер»                   | Полина Гагарина    | 3:37         |
| 3.  | «Give Up»                 | Полина Гагарина    | 2:52         |
| 4.  | «Morning»                 | Полина Гагарина    | 4:06         |
| 5.  | «Я тебя не прощу никогда» | Константин Меладзе | 4:12         |
| 6.  | «Помню»                   | Полина Гагарина    | 3:16         |
| 7.  | «Don't Waste Your Time»   | Полина Гагарина    | 3:05         |
| 8.  | «Прикосновенья»           | Евгений Курицын    | 3:18         |
| 9.  | «Ты мой»                  | Полина Гагарина    | 3:18         |
| 10. | «Time Stop»               | Полина Гагарина    | 4:04         |
| 11. | «Колыбельная»             | Полина Гагарина    | 3:29         |
| 12. | «Колыбельная» (Remix)     | Полина Гагарина    | 3:42         |